# Basen Filipiński
Basen Filipiński – basen oceaniczny Oceanu Spokojnego położony pomiędzy Wyspami Riukiu i Filipinami od zachodu a Grzbietem Kiusiu-Palau od wschodu.